# Andreas Lucas (Musiker)
Andreas Lucas (* 20. Dezember 1963 in Wiesbaden) ist ein deutscher Komponist, Musikproduzent, Filmemacher und Unternehmer.

## Werdegang
Lucas spielte während der Schulzeit in verschiedenen Bands. Im 15. Lebensjahr begann er eine mehrjährige klassische Ausbildung. Er wirkte in Bands wie Candela, der Frankfurt City Blues Band, dem Ge-Am-Express, London Aircraft und den Rodgau Monotones mit.
Ab Ende der 1980er Jahre arbeitete Lucas als Session- und Studiomusiker, u. a. für das Produzentenduo Duo Mende/De Rouge, und Frank Farian und für Künstler wie Michael Morgan, George Happi, Bobby Kimball, Bonnie Bianco und Nena. In diese Zeit fielen erste Engagements als Musikproduzent für Künstler wie MKII (Epic) Roey Marquis (Columbia), Brixx (Sony/Bravo Hits), später eigene Projekte wie Gibran (u. a. m. Maximilian Schell, Sebastian Koch & Joy Denalane) oder Tango e Poesia (Hannes Jaehnicke). Mit Gunther Mende produzierte er das Album „Can we talk“ von Emel.
Anfang der 1990er Jahre gründete Lucas die Musikproduktion FunDeMental Music sowie die Basement Audio-Postproduktion, die sich 2000 zu den FunDeMental Studios zusammenschlossen. Dort produzierte und komponierte Lucas Musik für die Werbeindustrie.
Lucas erhielt Auszeichnungen als Komponist u. a. bei den Cannes Lions, beim ADC, dem Clio Award oder dem New York Festival.
Als HM/HoD (Headmaster/Head of Department) und als freier Komponist der FunDeMental Studios (Audiopost & Musikproduktion), betreut Lucas zahlreiche Filmprojekte, seit 2015 auch als Co-Produzent. Die FunDeMental Studios betreiben ein THX zertifiziertes Kino als Mischsuite.

## Filmografie
- 2001: Alles für den Hund (Kurzfilm)
- 2002: Kiss and Run
- 2002: Dark Ages (Kurzfilm)
- 2003: Über Nacht
- 2003: Spielpartner (Fernsehfilm)
- 2006: Klytaemnestra Pocket (Kurzfilm)
- 2011: Bulb Fiction (Dokumentarfilm)
- 2014: Le Mans Hybrid Racing (Kurzfilm)
- 2014: Welcome to Karastan
- 2015: Storm Over Carrara (Kurzfilm)
- 2015: Passive Safeness (Kurzfilm)
- 2015: Francisco, El Jesuita (Fernsehfilm)
- 2016: Inner Voice (Kurzfilm)
- 2016: Maybe: Toyota Proace Verso (Kurzfilm)
- 2016: Hundeleben (Kurzfilm)
- 2017: Rememory
- 2017: Aardvark
- 2017: Anything
- 2017: 19-2 (Fernsehserie)
- 2017: Weightless
- 2018: Measure of a Man
- 2018: We Have Always Lived in the Castle
- 2018: Hot Air
- 2019: Resistance Fighters – Die globale Antibiotika-Krise (Fernsehdokumentarfilm)
- 2021: Das Schwarze Quadrat
- 2022: Stille Pandemie – Der globale Kampf gegen Antibiotika-Resistenz